# Ілюзія Еббінгауза

Два помаранчеві кола мають абсолютно однакові розміри, проте, ліве коло видається меншим

Ілюзія Еббінгауза або кола Титченера — оптична ілюзія сприйняття відносних розмірів. Найвідоміша версія цієї ілюзії полягає в тому, що, коли два кола, ідентичні за розмірами, поміщаються поруч, причому навколо одного з них знаходяться кола великого розміру, тоді як інше оточене маленькими колами, перше коло здається менше за друге.

## Історія і тлумачення
Ілюзія названа ім'ям німецького психолога Германа Еббінгауза (1850–1909), що вперше описав це явище. В англомовному середовищі вона стала популярна завдяки підручнику експериментальної психології Титченера, опублікованого 1901 року, звідси - інша назва ілюзії — «кола Титченера».

Зазвичай вважається, що цей обман зору пов'язаний зі сприйняттям розмірів, проте недавно з'явилася думка, що критичним чинником виникнення цієї ілюзії є відстань центрального кола від інших кіл, що оточують його, і замкненість кільця, що дозволяє розглядати ілюзію Еббінгауза як різновид ілюзії Дельбефа. Якщо навколишні кола розташовуються близько до центрального кола, воно здається більшим, і навпаки, якщо вони знаходяться на великій відстані, центральне коло виглядає меншим. Очевидно, розмір описаних кіл править за орієнтир щодо того, наскільки близько вони можуть перебувати від центрального кола, що призводить в багатьох дослідженнях до плутанини між двома показниками (розміри та відстань).

Ілюзія Еббінгауза грає ключову роль в сучасних наукових суперечках про існування в зоровій корі двох окремих потоків перероби інформації, що стосуються процесів сприйняття (розпізнавання) та виконання дій (детальніше див.: Гіпотеза двох потоків). Доведено, що ілюзія Еббінгауза спотворює сприйняття розміру, але коли суб'єкт повинен відреагувати на візуальний образ дією, такою як схоплювання, розміри об'єкта сприймаються без спотворень. Проте відносно недавно з'явилася публікація, в якій стверджується, що оригінальні експерименти були виконані з великими похибками. У цих експериментах стимули обмежували можливість помилки при акті хапання, що робило «хапальну» відповідь точнішою. До того ж дві версії стимулу — візуально велика і мала — поставали ізольовано (тобто не було другого центрального кола, яке б служило для порівняння), тож, на думку В. Франца зі співавторами, і були отримані результати, які говорять про відсутності ілюзії. Автори згаданої публікації роблять висновки, що ілюзія Еббінгауза вносить спотворення, незалежно від конкретного каналу (шляху) обробки зорової інформації («розпізнавання» або «дії»).

В іншому сучасному дослідженні стверджується, що на сприйнятливість до цієї ілюзії, а також ілюзії Понці, позитивно впливають розміри первинної зорової кори конкретного індивіда.

## У тварин
Є відомості, що до ілюзії Еббінгауза (як і до низки інших) схильні деякі види птахів (кури, голуб, деряби, папуги жако).